# Symbiopsis tanais
Symbiopsis tanais är en fjärilsart som beskrevs av Frederick DuCane Godman och Osbert Salvin 1887. Symbiopsis tanais ingår i släktet Symbiopsis och familjen juvelvingar. Inga underarter finns listade i Catalogue of Life.